# Dąb Dobrochoczy
Dąb Dobrochoczy – okazały dąb szypułkowy w wieku ok. 400 lat objęty ochroną jako pomnik przyrody. W 2019 jego obwód na wysokości pierśnicy wynosi 5,7 metra. Drzewo rośnie w Suchej Dolnej nad brzegiem rzeki Szprotawy, w gminie Niegosławice (powiat żagański, województwo lubuskie). Obok dębu znajduje się głaz z pamiątkową tablicą.

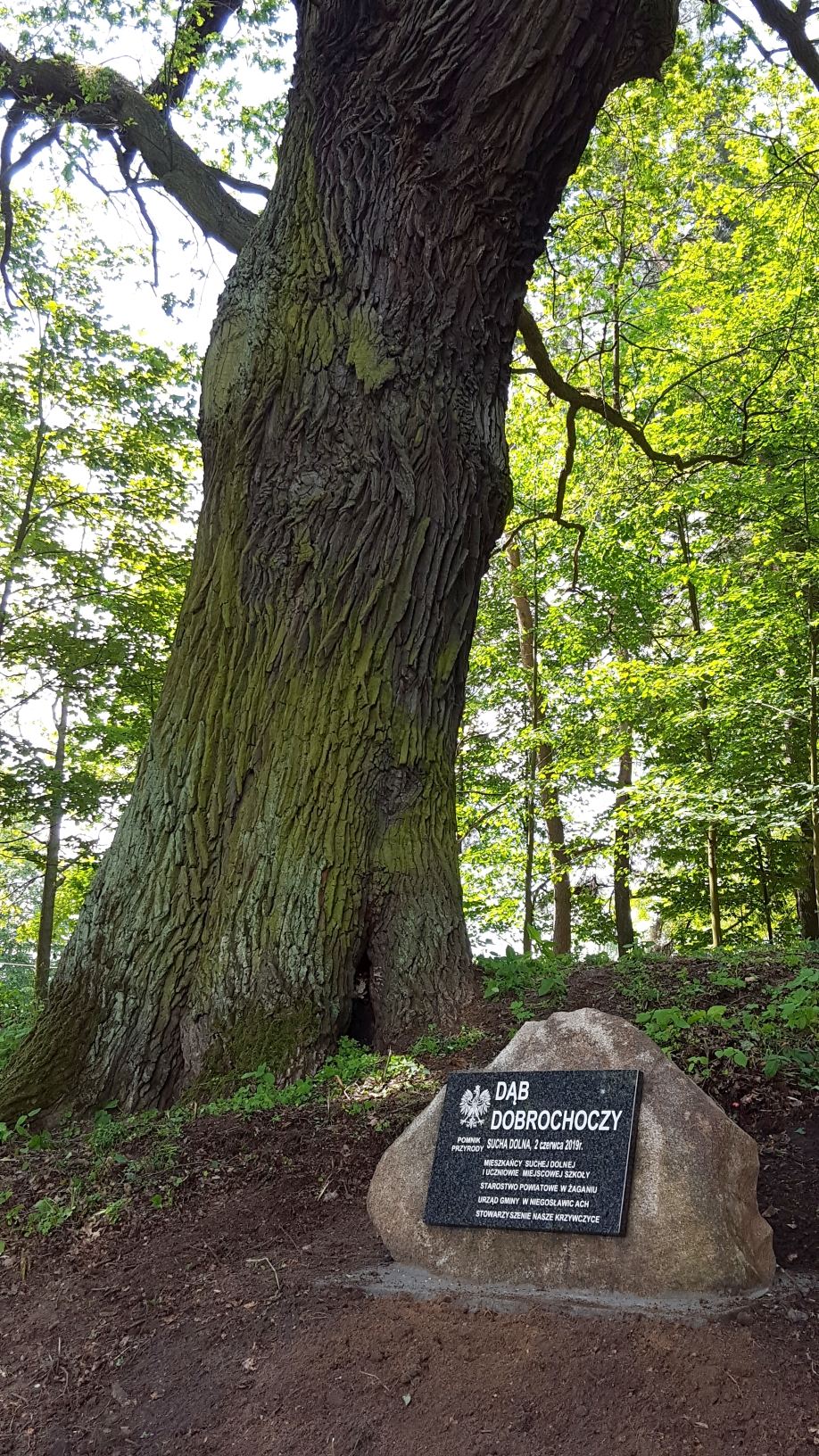
Dąb Dobrochoczy, tablica pamiątkowa

Nazwa Dobrochoczy została zaczerpnięta z ludowych podań słowiańskich i oznacza istotę demoniczną opiekującą się leśną florą, dlatego można też spotkać się z określeniem „słowiański ent”. Dobrochoczy w słowiańskich legendach występuje w parze z Leszym (inaczej: laskowcem, wilczym pasterzem, borowym lub borutą), strażnikiem leśnej fauny.